# Ricanoptera fenestrata
Ricanoptera fenestrata är en insektsart som först beskrevs av Fabricius 1803.  Ricanoptera fenestrata ingår i släktet Ricanoptera och familjen Ricaniidae. Inga underarter finns listade i Catalogue of Life.